# (5124) Muraoka
(5124) Muraoka (1989 CW) – planetoida z pasa głównego asteroid okrążająca Słońce w ciągu 3,41 lat w średniej odległości 2,26 j.a. Odkryta 4 lutego 1989 roku.